# ایرنه بالدساری
ایرنه بالدساری (ایتالیایی: Irene Baldessari؛ زادهٔ ۲۱ ژانویهٔ ۱۹۹۳) دونده دو نیمه‌استقامت اهل ایتالیا است.